# Pequeñas Hijas de los Sagrados Corazones
La Congregación Pequeñas Hijas de los Sagrados Corazones de Jesús y María (en latín: Congregationis Parvarum Filiarum a Sacris Cordibus Iesu et Mariae, cooficialmente en italiano: Piccole Figlie dei Sacri Cuori di Gesù e Maria) es una Congregación religiosa católica femenina de derecho pontificio, fundada por Agostino Chieppe y Anna Micheli, el 14 de abril de 1865, en Parma, Italia. A las religiosas de este instituto se les conoce como Pequeñas Hijas de los Sagrados Corazones o simplemente como Pequeñas Hijas. En Italia también son conocidas como Chieppine. Las siglas de la congregación son PP.FF.

## Historia
El sacerdote italiano Agostino Chiepe, junto a una de sus dirigidas espirituales, Anna Micheli, decidió dar inicio a una congregación que se dedicara a la educación cristiana de los jóvenes y a la atención de los necesitados en la ciudad. El deseo se hizo realidad el 14 de abril de 1865 con la profesión de los votos de las primeras religiosas, entre ellas Micheli.
El 8 de diciembre de 1905 el obispo de Parma aprobó la congregación. Más tarde, 10 de mayo de 1941, con el decreto de alabanza del papa Pío XII se convirtieron en una Congregación religiosa de derecho pontificio.

## Actividades y presencias
Las Pequeñas Hijas se dedican a numerosas actividades pastorales, entre las que destacan la educación cristiana de la juventud, a través de las escuelas, los orfanatos y la catequesis. En menor grado se dedican a la pastoral sanitaria.
En 2011, la Congregación contaba con unas 271 religiosas y 44 comunidades, presentes en Chile, Italia, Perú, República Democrática del Congo, Tanzania y Suiza. La casa general se encuentra en Parma y su actual superiora general es la religiosa suiza Alfonsina Mazzi.

## Personajes
- Agostino Chieppi (1830-1891), venerable, fundador de la congregación, declarado venerable por el papa Juan Pablo II el 21 de diciembre de 1992.[4]
- Anna Micheli (1828-1871), Sierva de Dios, fundadora de la congregación.[4]
- Eugenia Picco (1867-1921), beata, fue superiora general de la congregación. Beatificada por el papa Juan Pablo II, el 7 de octubre de 2001.[5]